# Pilosella soleiroliana
Pilosella soleiroliana là một loài thực vật có hoa trong họ Cúc. Loài này được (Arv.-Touv. & Briq.) S.Bräut. & Greuter mô tả khoa học đầu tiên năm 2007.